# إيرما برانديز
إيرما برانديز (بالإنجليزية: Irma Brandeis)‏ (3 فبراير 1905 - 29 يناير 1990، نيويورك في الولايات المتحدة)؛ كاتِبة، أستاذة جامعية وشاعرة أمريكية.